# Vertrieu
Vertrieu település Franciaországban, Isère megyében. Lakosainak száma 605 fő (2022. január 1.). Vertrieu Lagnieu, Saint-Sorlin-en-Bugey, La Balme-les-Grottes, Parmilieu, Porcieu-Amblagnieu és Sault-Brénaz községekkel határos.

## Népesség
A település népessége az elmúlt években az alábbi módon változott:
| Lakosok száma | 263  | 344  | 396  | 613  | 661  | 666  | 639  | 617  | 612  | 605  |
|               | 1968 | 1982 | 1990 | 2006 | 2013 | 2015 | 2017 | 2019 | 2020 | 2022 |